# María Isabel Pozuelo Meño
María Isabel Pozuelo Meño est une femme politique espagnole née le 6 janvier 1952 à San Fernando, dans la province andalouse de Cadix. Mariée, elle est mère de deux enfants.

## Biographie
María Isabel Pozuelo Meño, titulaire du baccalauréat, est fonctionnaire de l'Institut national de la Sécurité sociale. Membre du PSOE, elle fait partie du comité fédéral du parti, ainsi que du comité directeur du PSOE en Andalousie. Elle est par ailleurs présidente de la fondation Ceiba, consacrée à la culture afrohispanoaméricaine, et membre de la fondation Persan, dont l'objet est de faciliter l'accueil et l'intégration des populations immigrées en Andalousie.

## Carrière parlementaire
María Isabel Pozuelo Meño a été élue pour la première fois au Congrès des députés en 1996, en représentation de la province de Séville. Elle est réélue en 2000, 2004 et 2008. Elle exerce différentes fonctions au sein de la chambre basse nationale, et siège dans différentes commissions : commission des affaires étrangères, commission de l'économie et des finances et commission mixte pour les relations avec la cour des comptes, dont elle est la présidente. Elle participe par ailleurs aux travaux de la commission de la santé et de la consommation et préside la délégation espagnole à l'assemblée parlementaire de l'OSCE. En 2008, elle a été rapporteuse du projet de loi sur la régulation des prêts hypothécaires.